# 特鲁斯凯杜新村
特鲁斯凯杜新村（義大利語：Villanova Truschedu），是意大利撒丁大区奥里斯塔诺省的一个市镇。总面积16.56平方公里，人口342人，人口密度20.7人/平方公里（2009年）。ISTAT代码为095071。